# 九寨沟藏语
九寨沟藏语是四川一种东部藏语，使用者人数数百或上千。